# 5 юли
5 юли е 186-ият ден в годината според григорианския календар (187-и през високосна). Остават 179 дни до края на годината.

## Събития
- 1439 г. – Във Флоренция е обявена уния между Римокатолическата църква и Византия.
- 1811 г. – В резултат на Войната за независимост на испанските колонии в Америка Венецуела получава независимост.
- 1865 г. – Англичанинът Уилям Бут създава в Лондон Християнската мисия, преименувана после в Армия на спасението.
- 1879 г. – Княз Александър Батенберг подписва Указ № 1 за създаване на Министерство на Вътрешните Работи и назначава Тодор Бурмов за министър на вътрешните работи, министър на просвещението и за първи път Председател на Министерския съвет.
- 1882 г. – Съставено е седмото правителство на България, начело с Леонид Соболев.
- 1884 г. – Германия превръща Камерун в своя колония.
- 1932 г. – Антонио де Оливейра Салазар става премиер на Португалия, установява авторитарен режим и управлява като диктатор до 1968 г.
- 1937 г. – В Букурещ е учредена малцинствена българска партия – Върховен народен съвет на българското малцинство в Румъния, от представители от Добруджа, Банат, Бесарабия, Букурещ, Браила и Галац.
- 1940 г. – Втора световна война: Френското правителство на Режим Виши скъсва дипломатически отношения с Великобритания.
- 1943 г. – Втора световна война: Започва Битката при Курск – най-голямата танкова битка в историята.
- 1946 г. – На модно ревю в Париж са представени първите бикини, наречени на атола Бикини, където са провеждани опити с американско ядрено оръжие.
- 1954 г. – По радиото са излъчени първите записи на Елвис Пресли – песните That's All Right (Mama) и Blue Moon of Kentucky; датата се смята за рожден ден на рок-енд-рола.
- 1954 г. – Би Би Си излъчва първата си телевизионна новинарска емисия.
- 1959 г. – Индонезийският президент Сукарно разпуска парламента и поема цялата власт, като управлява авторитарно до 1967.
- 1971 г. – В САЩ е намалена от 21 г. на 18 г. възрастта за избирателно право на гражданите.
- 1975 г. – Кабо Верде придобива независимост от Португалия.
- 1977 г. – В Пакистан е извършен военен преврат – генерал Мохамед Зия Ул Хак сваля правителството на Зулфикар Али Бхуто, премиерът е арестуван и обесен.
- 1986 г. – В Москва са открити първите Игри на добра воля, организирани по идея на Тед Търнър.
- 1994 г. – В Китай е забранена експлоатацията на детски труд.
- 1996 г. – В Розлинския институт в Шотландия е родена овца на име Доли, която е първият бозайник успешно клониран от възрастни клетки.
- 2000 г. – Европейският парламент гласува България да бъде извадена от негативния визов списък на Шенгенското споразумение.
- 2008 г. – Официално е открит стадиона АФГ Арена в Санкт Гален, Швейцария.
- 2009 г. – Провеждат се парламентарни избори за XLI народно събрание на България.

## Родени
- 1466 г. – Джовани Сфорца, италиански кондотиер († 1510 г.)
- 1653 г. – Томас Пит, британски предприемач († 1726 г.)
- 1810 г. – Финиъс Барнъм, американски шоумен († 1891 г.)
- 1820 г. – Уилям Ранкин, шотландски физик († 1872 г.)
- 1843 г. – Пьотър Паренсов, руски военен и политик († 1914 г.)
- 1853 г. – Сесил Роудс, британски бизнесмен, минен магнат и политик († 1902 г.)
- 1857 г. – Клара Цеткин, германска комунистическа деятелка († 1933 г.)
- 1860 г. – Робърт Бейкън, американски държавник и дипломат († 1919 г.)
- 1867 г. – Тодор Чипев, български издател († 1944 г.)
- 1879 г. – Ванда Ландовска, полска пианистка и композиторка († 1959 г.)
- 1889 г. – Жан Кокто, френски поет, писател, драматург, актьор и режисьор († 1963 г.)
- 1891 г. – Джон Нортроп, американски биохимик, Нобелов лауреат през 1946 г. († 1987 г.)
- 1901 г. – Сергей Образцов, руски артист († 1992 г.)
- 1911 г. – Жорж Помпиду, президент на Франция († 1974 г.)
- 1916 г. – Стоян Гърков, български военен деец († 1999 г.)
- 1921 г. – Виктор Куликов, съветски маршал († 2013 г.)
- 1927 г. – Валтер Матиас Дигелман, швейцарски писател († 1979 г.)
- 1928 г. – Пиер Мороа, френски политик, министър-председател на Франция от 1981 до 1984 († 2013 г.)
- 1929 г. – Йован Рашкович, хърватски политик († 1992 г.)
- 1934 г. – Николай Бинев, български актьор († 2003 г.)
- 1936 г. – Джеймс Мирлийс, шотландски икономист, Нобелов лауреат през 1996 г. († 2018 г.)
- 1939 г. – Павел Морозенко, съветски актьор († 1991 г.)
- 1941 г. – Барбара Фришмут, австрийска писателка († 2025 г.)
- 1941 г. – Евлоги Йорданов, български футболист († 1987 г.)
- 1944 г. – Жоньовиев Гра, френска актриса († 2024 г.)
- 1946 г. – Герардус 'т Хоофт, нидерландски физик, Нобелов лауреат
- 1946 г. – Джузепе Фурино, италиански футболист
- 1949 г. – Атанас Михайлов, български футболист († 2006 г.)
- 1951 г. – Атанас Папаризов, български политик
- 1951 г. – Вихрен Чернокожев, български литературен историк († 2018 г.)
- 1952 г. – Пламен Сираков, български театрален и кино актьор († 2025 г.)
- 1952 г. – Румен Овчаров, български политик
- 1955 г. – Йозеф Хаслингер, австрийски писател
- 1958 г. – Авигдор Либерман, израелски политик
- 1958 г. – Вероника Герин, ирландска журналистка († 1996 г.)
- 1966 г. – Джанфранко Дзола, италиански футболист
- 1967 г. – Цветелин Кънчев, български политик
- 1969 г. – Есил Дюран, българска певица
- 1974 г. – Венелин Методиев, български актьор
- 1975 г. – Ернан Креспо, аржентински футболист
- 1976 г. – Нуно Гомеш, португалски футболист
- 1979 г. – Стилиян Петров, български футболист
- 1980 г. – Ева Греен, френска актриса
- 1982 г. – Алберто Джилардино, италиански футболист
- 1982 г. – Туба Бююкюстюн, турска киноактриса
- 1984 г. – Даней Гарсия, кубинска актриса
- 1996 г. – Овцата Доли, първият клониран бозайник († 2003 г.)
- 2000 г. – Ростислав Маринов, български футболист (вратар)

## Починали
- 1413 г. – Муса Челеби, османски султан (* ?)
- 1676 г. – Карл Густав Врангел, шведски фердмаршал (* 1613 г.)
- 1683 г. – Хатидже Турхан, валиде султан (* 1627 г.)
- 1826 г. – Томас Стамфорд Рафълс, британски изследовател (* 1781 г.)
- 1833 г. – Жозеф Ниепс, френски изобретател (* 1765 г.)
- 1855 г. – Иван Витали, руски скулптор (* 1794 г.)
- 1867 г. – Карл Юхан Андерсон, шведски изследовател на Южна Африка (* 1827 г.)
- 1897 г. – Евлоги Георгиев, български предприемач (* 1819 г.)
- 1916 г. – Христо Македонски, български революционер и войвода (* 1835 г.)
- 1927 г. – Албрехт Косел, германски физик, Нобелов лауреат през 1910 г. (* 1853 г.)
- 1931 г. – Евтим Спространов, български просветен и обществен деец (* 1868 г.)
- 1932 г. – Рене-Луи Бер, френски математик (* 1874 г.)
- 1966 г. – Георг фон Хевеши, унгарски биохимик, Нобелов лауреат през 1943 г. (* 1885 г.)
- 1969 г. – Валтер Гропиус, немско-американски архитект (* 1883 г.)
- 1989 г. – Факира Мити, български илюзионист (* 1910 г.)
- 1994 г. – Андрей Малчев, български шахматист (* 1915 г.)
- 2003 г. – Продан Гарджев, български борец (* 1936 г.)
- 2006 г. – Андрей Краско, руски актьор (* 1957 г.)
- 2024 г. – Вик Сейшас, американски тенисист (* 1923 г.)

## Празници
- Алжир – Ден на независимостта (от Франция, 1962 г.)
- България – Празник на служителите на МВР – Обявен е с решение 79 на Министерския съвет от 28 февруари 1992 г.
- Венецуела – Декларация за независимост (от Испания, 1811 г., национален празник)
- Кабо Верде – Ден на независимостта (от Португалия, 1975 г.)
- Остров Ман (Великобритания) – Ден на парламента Тинвалд (по повод на първото заседание на същата дата през 1417 г., национален празник)
- Чехия и Словакия – Пристигане на Кирил и Методий във Велика Моравия (ок. 863 г.)